# Liste der Landtagswahlkreise in Niedersachsen 2008/2013

Karte der Landtagswahlkreise 2008

Die Liste der Landtagswahlkreise in Niedersachsen 2008 enthält alle Wahlkreise, die bei den Wahlen zum Niedersächsischen Landtag 2008 Verwendung fanden.

## 16. Wahlperiode 2008–2013
Der Niedersächsische Landtag hat am 14. Dezember 2004 ein Gesetz verabschiedet, das den Landtag von 155 auf 135 Abgeordnete verkleinert und die Wahlkreise neu strukturiert und von 100 auf 87 verringert.
| Wahlkreis-Nr. | Name des Wahlkreises        | Umfang des Wahlkreises |
| ------------- | --------------------------- | --- |
| 1             | Braunschweig-Nord           | Von der Stadt Braunschweig die Stadtbezirke Bienrode-Waggum-Bevenrode, Hondelage, Innenstadt, Östliches Ringgebiet, Viewegsgarten-Bebelhof, Volkmarode, Wabe-Schunter |
| 2             | Braunschweig-Süd            | Von der Stadt Braunschweig die Stadtbezirke Broitzem, Heidberg-Melverode, Rüningen, Stöckheim-Leiferde, Südstadt-Rautheim-Mascherode, Timmerlah-Geitelde-Stiddien, Weststadt; vom Landkreis Peine die Gemeinde Vechelde |
| 3             | Braunschweig-West           | Von der Stadt Braunschweig die Stadtbezirke Lehndorf-Watenbüttel, Nordstadt, Schunteraue, Veltenhof-Rühme, Wenden-Thune-Harxbüttel, Westliches Ringgebiet |
| 4             | Peine                       | Vom Landkreis Peine die Stadt Peine; die Gemeinden Edemissen, Hohenhameln, Ilsede, Lahstedt, Wendeburg |
| 5             | Gifhorn-Nord/Wolfsburg      | Vom Landkreis Gifhorn die Stadt Wittingen; die Gemeinde Sassenburg; die Samtgemeinden Boldecker Land, Brome, Hankensbüttel, Wesendorf; von der Stadt Wolfsburg die Stadtteile Brackstedt, Velstove, Vorsfelde, Warmenau, Wendschott |
| 6             | Gifhorn-Süd                 | Vom Landkreis Gifhorn die Stadt Gifhorn; die Samtgemeinden Isenbüttel, Meinersen, Papenteich |
| 7             | Wolfsburg                   | Stadt Wolfsburg ohne Stadtteile Brackstedt, Velstove, Vorsfelde, Warmenau, Wendschott |
| 8             | Helmstedt                   | Landkreis Helmstedt |
| 9             | Wolfenbüttel-Nord           | Vom Landkreis Wolfenbüttel die Stadt Wolfenbüttel, die Gemeinde Cremlingen, die Samtgemeinde Sickte |
| 10            | Wolfenbüttel-Süd/Salzgitter | Vom Landkreis Wolfenbüttel die Samtgemeinden Asse, Baddeckenstedt, Oderwald, Schladen, Schöppenstedt; die gemeindefreien Gebiete Am Großen Rhode, Barnstorf-Warle, Voigtsdahlum; von der Stadt Salzgitter die Stadtteile Salzgitter-Bad, Barum, Beinum, Flachstöckheim, Gitter, Hohenrode, Lobmachtersen, Mahner, Ohlendorf, Ringelheim |
| 11            | Salzgitter                  | Von der Stadt Salzgitter die Stadtteile Beddingen, Bleckenstedt, Bruchmachtersen, Calbecht, Drütte, Engelnstedt, Engerode, Gebhardshagen, Hallendorf, Heerte, Immendorf, Lebenstedt, Lesse, Lichtenberg, Osterlinde, Reppner, Salder, Sauingen, Thiede, Üfingen, Watenstedt; vom Landkreis Peine die Gemeinde Lengede                   |
| 12            | Osterode                    | Landkreis Osterode am Harz |
| 13            | Seesen                      | Vom Landkreis Goslar die Städte Bad Harzburg, Braunlage, Seesen, Sankt Andreasberg; die Samtgemeinden Oberharz, Lutter am Barenberge |
| 14            | Goslar                      | Vom Landkreis Goslar die Städte Goslar, Langelsheim, Vienenburg; die Gemeinde Liebenburg |
| 15            | Duderstadt                  | Vom Landkreis Göttingen die Stadt Duderstadt; die Gemeinden Friedland, Gleichen, Rosdorf; die Samtgemeinden Gieboldehausen, Radolfshausen |
| 16            | Göttingen/Münden            | Vom Landkreis Göttingen die Stadt Hann. Münden; die Gemeinden Adelebsen, Bovenden, Staufenberg; die Samtgemeinde Dransfeld; von der Stadt Göttingen die Stadtteile Elliehausen, Esebeck, Grone, Groß Ellershausen, Hetjershausen, Holtensen, Knutbühren, Weststadt                                                                      |
| 17            | Göttingen-Stadt             | Stadt Göttingen ohne Stadtteile Elliehausen, Esebeck, Grone, Groß Ellershausen, Hetjershausen, Holtensen, Knutbühren, Weststadt |
| 18            | Northeim                    | Vom Landkreis Northeim Städte Hardegsen, Moringen, Northeim; die Gemeinden Kalefeld, Katlenburg-Lindau, Nörten-Hardenberg |
| 19            | Einbeck                     | Vom Landkreis Northeim die Städte Bad Gandersheim, Dassel, Einbeck, Uslar; die Gemeinden Bodenfelde, Kreiensen |
| 20            | Holzminden                  | Landkreis Holzminden |
| 21            | Hildesheim                  | Stadt Hildesheim |
| 22            | Sarstedt/Bad Salzdetfurth   | Vom Landkreis Hildesheim die Städte Bad Salzdetfurth, Bockenem, Sarstedt; die Gemeinden Algermissen, Giesen, Harsum, Holle, Schellerten, Söhlde |
| 23            | Alfeld                      | Vom Landkreis Hildesheim die Städte Alfeld (Leine), Elze; die Gemeinden Diekholzen, Nordstemmen; die Samtgemeinden Duingen, Freden (Leine), Gronau (Leine), Lamspringe, Sibbesse |
| 24            | Hannover-Döhren             | Stadt Hannover: Stadtteile Bemerode, Bult, Döhren, Heideviertel, Kirchrode, Kleefeld, Mittelfeld, Seelhorst, statistischer Bezirk Nr. 45 der Südstadt, Waldhausen, Waldheim, Wülfel, Wülferode, Zoo |
| 25            | Hannover-Buchholz           | Stadt Hannover: Stadtteile Anderten, Bothfeld, Groß-Buchholz, Isernhagen-Süd, Lahe, Misburg-Nord, Misburg-Süd, Sahlkamp |
| 26            | Hannover-Linden             | Stadt Hannover: Stadtteile Ahlem, Burg, Hainholz, Herrenhausen, Ledeburg, Leinhausen, Limmer, Linden-Mitte, Linden-Nord, Linden-Süd, Marienwerder, Nordhafen, Stöcken, Vahrenheide, Vinnhorst, Brink-Hafen |
| 27            | Hannover-Ricklingen         | Stadt Hannover: Stadtteile Badenstedt, Bornum, Davenstedt, Mühlenberg, Oberricklingen, Ricklingen, Südstadt ohne statistischen Bezirk Nr. 45, Wettbergen |
| 28            | Hannover-Mitte              | Stadt Hannover: Stadtteile Calenberger Neustadt, List, Mitte, Nordstadt, Oststadt, Vahrenwald |
| 29            | Laatzen                     | Von der Region Hannover die Städte Laatzen, Pattensen, Sehnde |
| 30            | Lehrte                      | Von der Region Hannover die Städte Burgdorf, Lehrte; die Gemeinde Uetze |
| 31            | Langenhagen                 | Von der Region Hannover die Städte Burgwedel, Langenhagen; die Gemeinde Isernhagen |
| 32            | Garbsen/Wedemark            | Von der Region Hannover die Stadt Garbsen, die Gemeinde Wedemark |
| 33            | Neustadt/Wunstorf           | Von der Region Hannover die Städte Neustadt am Rübenberge, Wunstorf |
| 34            | Barsinghausen               | Von der Region Hannover die Städte Barsinghausen, Gehrden, Seelze |
| 35            | Springe                     | Von der Region Hannover die Städte Hemmingen, Ronnenberg, Springe; die Gemeinde Wennigsen (Deister) |
| 36            | Bad Pyrmont                 | Vom Landkreis Hameln-Pyrmont die Städte Bad Münder am Deister, Bad Pyrmont; die Gemeinden Aerzen, Coppenbrügge, Emmerthal, Salzhemmendorf |
| 37            | Schaumburg                  | Vom Landkreis Schaumburg die Städte Bückeburg, Obernkirchen, Stadthagen; die Gemeinde Auetal; die Samtgemeinden Eilsen, Nenndorf, Nienstädt, Rodenberg |
| 38            | Hameln/Rinteln              | Vom Landkreis Hameln-Pyrmont die Städte Hameln und Hessisch Oldendorf sowie vom Landkreis Schaumburg die Stadt Rinteln |
| 39            | Nienburg/Schaumburg         | - Vom Landkreis Nienburg die Stadt Rehburg-Loccum, die Gemeinden Steyerberg und Stolzenau, die Samtgemeinden Landesbergen, Liebenau, Uchte - Vom Landkreis Schaumburg die Samtgemeinden Lindhorst, Niedernwöhren, Sachsenhagen - Vom Landkreis Diepholz die Gemeinde Wagenfeld und die Samtgemeinde Kirchdorf                           |
| 40            | Nienburg-Nord               | Vom Landkreis Nienburg die Stadt Nienburg/Weser; die Samtgemeinden Eystrup, Heemsen, Grafschaft Hoya, Marklohe, Steimbke; Vom Landkreis Diepholz die Samtgemeinde Bruchhausen-Vilsen |
| 41            | Syke                        | Vom Landkreis Diepholz die Städte Bassum und Syke sowie die Gemeinden Stuhr und Weyhe |
| 42            | Diepholz                    | Vom Landkreis Diepholz die Städte Diepholz, Sulingen und Twistringen sowie die Samtgemeinden Altes Amt Lemförde, Barnstorf, Rehden, Schwaförden und Siedenburg |
| 43            | Walsrode                    | Vom Landkreis Heidekreis die Städte Bad Fallingbostel, Walsrode; die Gemeinden Bomlitz, Wietzendorf; die Samtgemeinden Ahlden, Rethem/Aller, Schwarmstedt; gemeindefreier Bezirk Osterheide |
| 44            | Soltau                      | Vom Landkreis Heidekreis die Städte Munster, Schneverdingen, Soltau; die Gemeinden Bispingen, Neuenkirchen |
| 45            | Bergen                      | Vom Landkreis Celle die Stadt Bergen; die Gemeinden Faßberg, Hermannsburg, Unterlüß, Winsen (Aller); die Samtgemeinden Eschede, Flotwedel, Lachendorf, Wathlingen; gemeindefreier Bezirk Lohheide |
| 46            | Celle                       | Vom Landkreis Celle die Stadt Celle; die Gemeinden Hambühren, Wietze |
| 47            | Uelzen                      | Landkreis Uelzen |
| 48            | Elbe                        | Landkreis Lüchow-Dannenberg; Vom Landkreis Lüneburg die Stadt Bleckede; die Gemeinde Amt Neuhaus; die Samtgemeinden Dahlenburg, Ilmenau, Ostheide, Scharnebeck |
| 49            | Lüneburg                    | Vom Landkreis Lüneburg die Stadt Lüneburg; die Gemeinde Adendorf; die Samtgemeinden Amelinghausen, Bardowick, Gellersen |
| 50            | Winsen                      | Vom Landkreis Harburg die Stadt Winsen (Luhe); die Gemeinde Stelle; die Samtgemeinden Elbmarsch, Hanstedt, Salzhausen |
| 51            | Seevetal                    | Vom Landkreis Harburg die Gemeinden Neu Wulmstorf, Rosengarten, Seevetal |
| 52            | Buchholz                    | Vom Landkreis Harburg die Stadt Buchholz in der Nordheide; die Samtgemeinden Hollenstedt, Jesteburg, Tostedt |
| 53            | Rotenburg                   | Vom Landkreis Rotenburg (Wümme) die Städte Rotenburg (Wümme), Visselhövede; die Gemeinde Scheeßel; die Samtgemeinden Bothel, Fintel, Sottrum |
| 54            | Bremervörde                 | Vom Landkreis Rotenburg (Wümme) die Stadt Bremervörde; die Gemeinde Gnarrenburg; die Samtgemeinden Geestequelle, Selsingen, Sittensen, Tarmstedt, Zeven |
| 55            | Buxtehude                   | Vom Landkreis Stade die Stadt Buxtehude, die Gemeinde Jork; die Samtgemeinden Apensen, Harsefeld, Horneburg, Lühe |
| 56            | Stade                       | Vom Landkreis Stade die Stadt Stade; die Gemeinde Drochtersen; die Samtgemeinden Fredenbeck, Himmelpforten, Nordkehdingen, Oldendorf |
| 57            | Hadeln/Wesermünde           | Vom Landkreis Cuxhaven Samtgemeinden Am Dobrock, Bederkesa, Beverstedt, Börde Lamstedt, Hadeln, Hemmoor, Sietland |
| 58            | Cuxhaven                    | Vom Landkreis Cuxhaven die Städte Cuxhaven, Langen; die Gemeinde Nordholz; die Samtgemeinde Land Wursten |
| 59            | Unterweser                  | Vom Landkreis Cuxhaven die Gemeinden Loxstedt, Schiffdorf und die Samtgemeinde Hagen, vom Landkreis Osterholz die Gemeinde Schwanewede und die Samtgemeinde Hambergen; |
| 60            | Osterholz                   | Vom Landkreis Osterholz die Stadt Osterholz-Scharmbeck; die Gemeinden Grasberg, Lilienthal, Ritterhude, Worpswede sowie vom Landkreis Verden die Gemeinden Ottersberg und Oyten |
| 61            | Verden                      | Vom Landkreis Verden die Städte Achim, Verden; die Gemeinden Dörverden, Kirchlinteln, Langwedel sowie die Samtgemeinde Thedinghausen |
| 62            | Oldenburg-Mitte/Süd         | Stadtteile der Stadt Oldenburg (Oldenburg): Bümmerstede, Bürgerfelde-Süd, Donnerschwee, Innenstadt, Kreyenbrück, Krusenbusch, Nadorst-Süd, Neuenwege, Osternburg, Tweelbäke-West |
| 63            | Oldenburg-Nord/West         | Stadtteile der Stadt Oldenburg (Oldenburg): Alexandersfeld, Bloherfelde, Bornhorst, Bürgerfelde-Nord, Diedrichsfeld, Eversten, Etzhorn, Nadorst-Nord, Ofenerdiek, Ohmstede, Wechloy |
| 64            | Oldenburg-Land              | Vom Landkreis Oldenburg die Gemeinden Dötlingen, Ganderkesee, Hatten, Hude (Oldenburg), Wardenburg sowie die Samtgemeinde Harpstedt |
| 65            | Delmenhorst                 | Stadt Delmenhorst |
| 66            | Cloppenburg-Nord            | Vom Landkreis Cloppenburg die Stadt Friesoythe, die Gemeinden Barßel, Bösel, Garrel, Saterland sowie vom Landkreis Oldenburg die Stadt Wildeshausen und die Gemeinde Großenkneten |
| 67            | Cloppenburg                 | Vom Landkreis Cloppenburg die Städte Cloppenburg, Löningen; die Gemeinden Cappeln (Oldenburg), Emstek, Essen (Oldenburg), Lastrup, Lindern (Oldenburg), Molbergen |
| 68            | Vechta                      | Vom Landkreis Vechta die Städte Dinklage, Lohne (Oldenburg), Vechta; Gemeinden Bakum, Goldenstedt, Holdorf, Steinfeld (Oldenburg), Visbek |
| 69            | Wilhelmshaven               | Stadt Wilhelmshaven |
| 70            | Friesland                   | Landkreis Friesland |
| 71            | Wesermarsch                 | Landkreis Wesermarsch |
| 72            | Ammerland                   | Landkreis Ammerland |
| 73            | Bersenbrück                 | Vom Landkreis Vechta die Stadt Damme und die Gemeinde Neuenkirchen-Vörden sowie vom Landkreis Osnabrück die Samtgemeinden Artland, Bersenbrück, Fürstenau, Neuenkirchen |
| 74            | Melle                       | Vom Landkreis Osnabrück die Städte Dissen am Teutoburger Wald, Melle; die Gemeinden Bad Essen, Bissendorf, Hilter am Teutoburger Wald |
| 75            | Bramsche                    | Vom Landkreis Osnabrück die Stadt Bramsche; die Gemeinden Belm, Bohmte, Ostercappeln, Wallenhorst |
| 76            | Georgsmarienhütte           | Vom Landkreis Osnabrück die Städte Bad Iburg, Georgsmarienhütte; die Gemeinden Bad Laer, Bad Rothenfelde, Glandorf, Hagen am Teutoburger Wald, Hasbergen |
| 77            | Osnabrück-Ost               | Stadt Osnabrück: Stadtteile Darum, Fledder, Gartlage, Gretesch, statistische Bezirke Nr. 4 und 5 der Innenstadt, Kalkhügel, Lüstringen, Nahne, Schinkel, Schinkel-Ost, Schölerberg, Sutthausen, Voxtrup, Widukindland |
| 78            | Osnabrück-West              | Stadt Osnabrück: Stadtteile Atter, Dodesheide, Eversburg, Hafen, Haste, Hellern, statistische Bezirke Nr. 1, 2, 3, 6, 7 der Innenstadt, Pye, Sonnenhügel, Westerberg, Weststadt, Wüste |
| 79            | Grafschaft Bentheim         | Vom Landkreis Grafschaft Bentheim die Städte Bad Bentheim, Nordhorn; die Gemeinde Wietmarschen; die Samtgemeinden Emlichheim, Neuenhaus, Uelsen |
| 80            | Lingen                      | Vom Landkreis Emsland die Stadt Lingen (Ems), die Gemeinden Emsbüren und Salzbergen, die Samtgemeinden Freren und Spelle sowie vom Landkreis Grafschaft Bentheim die Samtgemeinde Schüttorf |
| 81            | Meppen                      | Vom Landkreis Emsland die Städte Haren (Ems), Haselünne, Meppen; die Gemeinden Geeste, Twist; die Samtgemeinden Herzlake, Lengerich |
| 82            | Papenburg                   | Vom Landkreis Emsland die Stadt Papenburg; die Gemeinde Rhede (Ems); die Samtgemeinden Dörpen, Lathen, Nordhümmling, Sögel, Werlte |
| 83            | Leer                        | Vom Landkreis Leer die Stadt Leer; die Gemeinden Ostrhauderfehn, Rhauderfehn, Uplengen; die Samtgemeinden Hesel, Jümme |
| 84            | Leer/Borkum                 | Vom Landkreis Leer die Städte Borkum, Weener; die Gemeinden Bunde, Jemgum, Moormerland, Westoverledingen sowie das gemeindefreie Gebiet Insel Lütje Hörn |
| 85            | Emden/Norden                | Kreisfreie Stadt Emden; vom Landkreis Aurich die Stadt Norden; die Gemeinden Hinte, Krummhörn sowie die Samtgemeinde Hage |
| 86            | Aurich                      | Vom Landkreis Aurich die Stadt Aurich; die Gemeinden Großefehn, Großheide, Ihlow, Südbrookmerland sowie die Samtgemeinde Brookmerland |
| 87            | Wittmund/Inseln             | Landkreis Wittmund sowie vom Landkreis Aurich die Städte Norderney und Wiesmoor und die Gemeinden Baltrum, Dornum und Juist sowie das gemeindefreie Gebiet Insel Memmert |

## 17. Wahlperiode 2013–2017
Zur Landtagswahl 2013 wurde der Zuschnitt einiger Wahlkreise gegenüber der 2008 verändert, da ihre Einwohnerzahl zu weit über oder unter dem Landesdurchschnitt lag. Bei einigen Wahlkreisen verändert sich die Beschreibung des Gebiets, ohne deren Gebiet zu verändern, was vor allem durch die aktuelle Gebietsreform in Niedersachsen bedingt ist. Die Änderungen betreffen im Einzelnen:
- Wahlkreis 1 Braunschweig-Nord: Die Stadtbezirke Wabe-Schunter und Bienrode-Waggum-Bevenrode schlossen sich zum 1. November 2011 zum neuen Stadtbezirk Wabe-Schunter-Beberbach zusammen. Der Zuschnitt des Wahlkreises ändert sich dadurch jedoch nicht.
- Wahlkreis 13 Seesen: Die Stadt Braunlage und die Bergstadt Sankt Andreasberg schlossen sich am 1. November zur neuen Stadt Braunlage zusammen. Dies hat jedoch keine Auswirkung auf die Wahlkreisgrenzen.
- Wahlkreis 18 Northeim/Wahlkreis 19 Einbeck: Die Gemeinde Bodenfelde wechselt vom Wahlkreis 19 zum Wahlkreis 18. Der zum 1. Januar 2013 erfolgte Zusammenschluss der Stadt Einbeck und der Gemeinde Kreiensen berührt die Wahlkreisgrenzen jedoch nicht.
- Wahlkreis 20 Holzminden: Die Samtgemeinde Polle und Samtgemeinde Bodenwerder schlossen sich zum 1. Januar 2010 zur Samtgemeinde Bodenwerder-Polle und zum 1. Januar 2011 die Samtgemeinde Eschershausen und Samtgemeinde Stadtoldendorf zur Samtgemeinde Eschershausen-Stadtoldendorf zusammen. Dies hat jedoch keine Auswirkung auf die Wahlkreisgrenzen.
- Wahlkreis 39 Nienburg/Schaumburg: Die Gemeinde Stolzenau schloss sich zum 1. November 2011 mit der Samtgemeinde Liebenau zur neuen Samtgemeinde Mittelweser zusammen.
- Wahlkreis 40 Nienburg-Nord: Die Samtgemeinde Eystrup wurde am 1. Januar 2011 in die Samtgemeinde Grafschaft Hoya eingegliedert. Der Zuschnitt des Wahlkreises ist davon nicht betroffen.
- Wahlkreis 47 Uelzen/Wahlkreis 48 Elbe/Wahlkreis 49 Lüneburg: Die Samtgemeinde Ilmenau (bisher Wahlkreis 48) tritt dem Wahlkreis 47 bei, sodass dieser nicht mehr ausschließlich den Landkreis Uelzen umfasst. Dafür erhält der Wahlkreis 48 vom Wahlkreis 49 die Gemeinde Adendorf.
- Wahlkreis 57 Hadeln/Wesermünde: Die Samtgemeinden Hadeln und Sietland fusionierten am 1. Januar 2011 zur neuen Samtgemeinde Land Hadeln, die Samtgemeinde Beverstedt wurde am 1. November 2011 in eine Einheitsgemeinde umgewandelt.
- Wahlkreis 71 Wesermarsch/Wahlkreis 72 Ammerland: Der Wahlkreis 72 ist nicht mehr mit dem Landkreis Ammerland identisch. Die Gemeinde Rastede bildet nunmehr mit dem Landkreis Wesermarsch den Wahlkreis 71, dem Wahlkreis 72 verbleiben die Stadt Westerstede und die Gemeinden Apen, Bad Zwischenahn, Edewecht und Wiefelstede.

## Belege
1. ↑  Niedersächsischer Landtag: Gesetzentwurf zur Änderung des Niedersächsischen Landeswahlgesetzes, des Niedersächsischen Abgeordnetengesetzes und des Niedersächsischen Ministergesetzes. Drucksache 15/1420. Hannover 10. November 2004 (PDF; 82 KB).

Niedersächsischer Landtag: Stenografischer Bericht der 49. Plenarsitzung. 15. Wahlperiode. Hannover 14. Dezember 2004, S. 5493–5502 (PDF; 1 MB).
2. ↑  Landtagswahlkreise ab 16. Wahlperiode. Wahlkreiseinteilung für die Wahl zum Niedersächsischen Landtag. Anlage zu § 10 Abs. 1 NLWG (PDF; 87 KB).
3. ↑  Wahlkreiseinteilung für die Wahl zum Niedersächsischen Landtag (PDF-Datei; 50 kB)